# Bovet Fleurier
Bovet Fleurier SA es una marca de relojes de lujo suiza, fundada el 1 de mayo de 1822 en Londres, Reino Unido por Édouard Bovet. Es conocida principalmente por sus relojes de bolsillo fabricados para el mercado chino en el siglo XIX. Hoy en día produce relojes artísticos de alta gama (con un precio de entre 18.000 y 2,5 millones de dólares estadounidenses) con un estilo que hace referencia a su historia.
La firma produce esferas de alta calidad con grabados (como los modelos Fleurier Miniature Painting) y un reloj de siete días tourbillon. Los relojes Bovet originales también estuvieron entre los primeros en enfatizar la belleza de sus movimientos con diseños esqueletizados y movimientos altamente decorativos. Los relojes Bovet también estuvieron entre los primeros en incluir un segundero, y la empresa mantiene la tradición de emplear mujeres artesanas, un caso raro entre las empresas de fabricación tradicional de relojes en Europa. Pascal Raffy es el propietario actual.

## Historia

### Fleurier, cuna de Bovet
La relojería fue introducida en Fleurier por Daniel-Jean-Jacques-Henri Vaucher, un aprendiz de Daniel Jeanrichard, en 1730. En aquella época, la zona era conocida por el trabajo de los metales, un resultado natural de los depósitos de hierro descubiertos en la zona durante el siglo XV. La relojería floreció en Fleurier y sus alrededores a finales del siglo XVIII, pero como la producción se vendía a crédito para los mercados internacionales, los precios se redujeron y la desestabilización económica provocada por las guerras napoleónicas hizo que la relojería en la zona disminuyera significativamente. A mediados del siglo XIX, Fleurier producía relojes casi exclusivamente para el mercado chino. La fama actual del municipio como centro de fabricación de relojes se atribuye a los relojes Bovet.

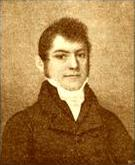
Édouard Bovet (1797-1849), fundador de la empresa Bovet Fleurier

### Édouard Bovet, fundador de la empresa
Édouard Bovet (1797-1849) era hijo del relojero Jean-Frédéric Bovet. Aprendió el oficio de relojero con su padre en Fleurier, pero en 1814 abandonó su hogar por razones políticas con dos de sus hermanos, Alphonse y Frédéric, para estudiar relojería en Londres. Después de trabajar en la capital británica unos años con la firma de los señores Ilbery & Magniac, Magniac envió a Bovet a la ciudad china de Cantón en 1818. Casi tan pronto como llegó, pudo vender cuatro de sus relojes por el equivalente a un millón de dólares estadounidenses en la moneda de 2008.

### SigloXIX: fundación de la empresa y China

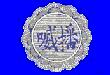
El logotipo o marca comercial china de Bovet, pronunciado "bo wei"

La empresa original Bovet fue fundada en Londres en 1822 por Édouard Bovet, con el propósito de fabricar relojes exclusivamente para el mercado chino. Algunos historiadores de la relojería señalan que la empresa se estableció en Londres debido a la facilidad de enviar relojes a China en los frecuentes viajes de los barcos de la Compañía Británica de las Indias Orientales. Los hermanos de Édouard, Alphonse y Frédéric, se quedaron en Londres para gestionar los envíos. Otro hermano, Charles-Henri, se encargó de la fabricación en Fleurier, mientras que Édouard se dedicó al desarrollo del mercado de sus relojes en Cantón.
Bovet no fue la primera ni la última empresa en apuntar al mercado chino de relojes. Lo compartieron con Ilbery, Jaques Ullmann y Vacheron Constantin, entre otras. Descubrió el potencial del mercado chino como trabajador de Ilbery en Londres, de quien tomó prestadas algunas ideas de diseño. Mientras que a partir de 1820 Vacheron Constantin dominó el mercado en el norte de la China imperial, Bovet siguió siendo líder del mercado en el sur más poblado del país.  Aunque el mercado chino de relojes del siglo XIX fue precedido por unos pocos fabricantes de relojes que llegaron con las misiones jesuitas ya en el siglo XV, a principios del siglo XIX la relojería en China había llegado a ser de tan baja calidad que los nuevos relojes europeos fueron rápidamente apreciados.
A pesar de su alto precio, la popularidad de los relojes Bovet en China significó que la empresa tuvo que contratar a otros fabricantes suizos como Guinand para poder satisfacer la demanda. Aunque Juvet Fleurier también vendía piezas en China, no era raro que los relojes de Bovet llevaran movimientos producidos por Juvet. En la década de 1830, Bovet estableció una planta de fabricación en Cantón, pero debido a las restricciones derivadas de la primera guerra del Opio, tuvieron que cerrar esa instalación y abrir una más pequeña en Macao. Fue en esta época cuando la empresa creó un nombre chino para comercializar de manera más efectiva sus productos dirigidos la clase media. El nombre chino de Bovet, "Bo Wei", se convirtió en un sustantivo común para los relojes en China durante muchos años.
El mercado chino de relojes colapsó alrededor de 1855 debido a la competencia de Francia y Estados Unidos, junto con la enorme cantidad de falsificaciones de fabricación china. En 1864, los problemas causados por la guerra del Opio hicieron que la familia Bovet vendiera su participación en la empresa. La empresa fue adquirida por los inspectores de fabricación en Fleurier, Jules Jequier y Ernest Bobillier, a quienes pronto se les unió Ami Leuba.
Desde 2013, los relojes fabricados para el mercado chino por la firma y por otras compañías como William Ilbery de Londres, han alcanzado precios altos como objetos de arte coleccionables.

### Comienzos delsigloXX: más allá de China
Después del cierre virtual del mercado chino, Bovet continuó fabricando relojes de bolsillo, aunque a precios muy reducidos, y con frecuencia ofrecía sus servicios de fabricación por contrato a otras compañías de relojes. Los hermanos Landry compraron Bovet en 1888, pero no invirtieron en la empresa. En 1901, la marca Bovet se vendió en una subasta celebrada en París a Cesar y Charles Leuba, hijos de Ami Leuba. Jacques Ullmann and Co., otro exitoso productor de relojes para el mercado chino, compró la marca Bovet en 1918. Después de que Jacques Ullmann cerrara el negocio en 1932, el nombre Bovet fue adquirido por Albert y Jean Bovet, que eran exitosos fabricantes de relojes y habían registrado varias patentes para cronógrafos, como el modo rattrapante (un dispositivo que detenía el segundero para su lectura, mientras que el mecanismo cronográfico seguía funcionando). La empresa Favre-Leuba compró el nombre y las instalaciones de fabricación a los hermanos Bovet en 1948.
Favre-Leuba dejó de producir relojes de la marca Bovet en 1950 y, a partir de entonces, solo fabricó relojes con su propia marca en las instalaciones que había comprado a los hermanos Bovet. Favre-Leuba vendió la marca y las instalaciones de Bovet en 1966 a una cooperativa de relojeros independientes.

### La empresa moderna
En 1989, Parmigiani Fleurier compró Bovet y registró la marca para "todos los productos de relojería, relojes mecánicos e instrumentos navales de origen suizo", pero no se produjeron relojes con la marca Bovet. Parmigiani vendió Bovet en 1990 a un grupo de inversores, fundándose entonces Bovet Fleurier SA. Sin embargo, la empresa no fabricó ningún reloj hasta que fue adquirida por Roger Guye y Thierry Oulevay en 1994, quienes abrieron una sucursal en Ginebra.
El 6 de febrero de 2001, Pascal Raffy adquirió la empresa, pasando a ser su presidente. En junio de 2006 adquirió varias líneas de fabricación, como el grupo STT, que producía movimientos de relojes complicados, para obtener un control total sobre la calidad de todas las fases del proceso de elaboración de los relojes. STT pasó a llamarse Dimier 1738 Manufacture de Haute Horlogerie Artisanale y se sometió a una reestructuración completa durante los dos años siguientes, con el fin de equiparar sus estándares con los de Bovet. La segunda adquisición fue una fábrica de engastes de esferas y piedras preciosas situada en Plan-les-Ouates, en Ginebra. El nombre también cambió de "Valor, Lopez et Villa" a "Dimier 1738 Manufacture Artisanale de Cadrans et de Sertissages". Con la misma filosofía que la fábrica de movimientos, Raffy convirtió este taller en un centro artesanal que suministra esferas a Bovet, la marca de relojes de Dimier, y a un selecto grupo de clientes de la relojería de lujo. En la actualidad, Bovet Fleurier SA y la empresa Dimier cuentan con unos 150 empleados y la empresa produce tan solo 800 relojes al año. Algunos relojes Bovet modernos están equipados con mecanismos fabricados por Vaucher Manufacture, una empresa que también suministraba relojes al mercado chino en el siglo XIX. Bovet gasta muy poco en publicidad y prefiere tener salones privados para sus clientes, en lugar de asistir a ferias públicas. Aproximadamente un tercio de los relojes que fabrica son piezas únicas que se hacen por encargo.

## Relojes

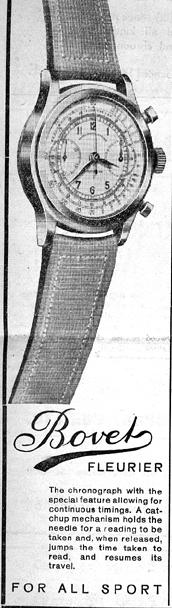
Anuncio de un cronógrafo Bovet Frerers de 1944 que describe el modo rattrapante. Obsérvese la diferencia en el logotipo de Bovet con el de Favre-Leuba

### Legado del estilo Bovet
Los relojes Bovet incluyen muchos detalles artísticos, y la empresa otorga a los artesanos una gran independencia a la hora de crear los elementos de los relojes, fomentando así su creatividad. Los relojes destinados al mercado chino se vendían originalmente por pares en una caja de caoba, tanto como augurio de buena suerte, como para que el usuario tuviera un reloj de repuesto en caso de que el otro necesitara ser reparado, ya que las reparaciones a veces tardaban más de seis meses en completarse. Las características de diseño del reloj enfatizaban los elementos que atraían a los consumidores chinos.
Una de estas características atractivas era la mecánica de los relojes, por lo que Bovet enfatizó la belleza de los movimientos con sus modelos esqueletizados y sus movimientos altamente decorativos, siendo los primeros relojes en enfatizar estas características de esta manera. Por la misma razón, los relojes también estuvieron entre los primeros en incluir un segundero. Las decoraciones de esmalte eran generalmente de escenas europeas o de motivos vegetales, lo que hacía que los relojes fueran más atractivos para los consumidores chinos, ya que tales imágenes eran tan exóticas para ellos como los propios relojes fabricados en Europa.
Los relojes Bovet chinos originales a menudo alcanzan precios de más de 300.000 dólares cuando se trata de los modelos más decorados, y más de 50.000 dólares en el caso de los modelos más sencillos. Los relojes chinos de metal más simples en condiciones moderamente buenas generalmente se venden por al menos 500 dólares. Las réplicas se han vuelto cada vez más comunes en Internet y, si bien algunas son falsificaciones producidas en China en el siglo XIX, también se han visto algunas falsificaciones más modernas, particularmente en los mercados de Europa y en eBay.

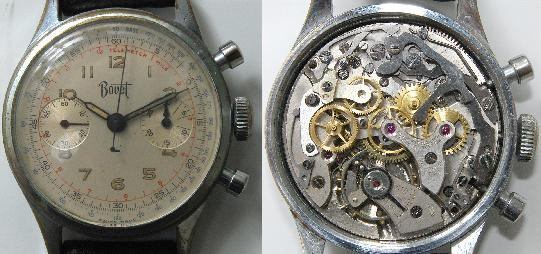
Un cronógrafo Favre-Leuba Bovet, probablemente fabricado en 1949, con el movimiento calibre 51 Landeron de 17 rubíes

### Los cronógrafos
Los relojes de marca Bovet vendidos por Bovet Frères a principios de la década de 1940 (y posiblemente ya en la década de 1930) y por Favre-Leuba de 1948 a 1950 contenían varios ébauches o movimientos fabricados por otras empresas. Inicialmente, la firma o logotipo en la esfera de los relojes Bovet Frères simplemente tenía el nombre de la empresa en una tipografía típica, pero a principios de la década de 1940 sus relojes tenían su logotipo estilizado sin el "Frères". Cuando Favre-Leuba compró la empresa, el logotipo estilizado fue reemplazado simplemente por "Bovet" en tipografía normal, y luego pasó a ser un "Bovet" estilizado. En la transición, justo antes de que los relojes Favre-Leuba ya no usaran la marca Bovet, los relojes ensamblados en las instalaciones de Bovet llevaban el nombre de Favre-Leuba y Bovet.
Los ébauches más utilizados durante este período fueron los fabricados por Ébauches SA (compañía posteriormente integrada en ETA SA), como parte de los calibres suministrados por Valjoux y Landeron. El Valjoux 84 de 17 rubíes con movimiento de áncora y cuerda por tija fue el movimiento más común de los cronógrafos Bovet, pero a veces también se utilizó el calibre 77. Los movimientos Landeron fueron más variados, incluidos los calibres 47, 48, 51, 57, 59, 80, 81, y para los raros modelos de fecha y fase lunar, se utilizó el Landeron 186. La mayoría de los relojes Bovet Frères contenían movimientos Valjoux, mientras que la mayoría de los relojes Favre-Leuba contenían movimientos Landeron. Se ha dicho que los Valjoux eran los ébauches mejor producidos, de hecho los mejores en su momento, y que con el tiempo los Landeron se volvieron más comunes y de menor calidad, y se dice que la mala calidad de los Landeron tuvo un impacto negativo en el nombre de la firma Bovet. Estos cronógrafos se produjeron en grandes cantidades y es bastante común encontrarlos a la venta en Internet. Esta fue una divergencia comercial en la identidad de Bovet que es única en la historia de la firma, ya que normalmente se la conoce por sus piezas artísticas refinadas y no por su utilidad.

### Recuperación del estilo Bovet
Cuando la empresa comenzó a fabricar relojes nuevamente en la década de 1990, produjo un estilo único de reloj que incorporaba varios elementos de la forma del reloj de bolsillo en su construcción, como las asas, y ganó premios después de su introducción en 1997. La mayoría de los relojes Bovet usan este estilo de marca registrada en la actualidad. Sus piezas son únicas debido a su esmaltado de alta calidad (como los modelos Fleurier Miniature Painting), grabados y un tourbillon automático de siete días. También son excepcionales por la tradición de la empresa de emplear mujeres artesanas, lo que es poco común para las empresas tradicionales de fabricación de relojes en Europa. Algunos de los relojes Bovet modernos de edición limitada pueden costar más de un millón de dólares estadounidenses, y la empresa suele enviar al comprador de un reloj de este tipo a las instalaciones de fabricación en Suiza para presenciar el proceso de producción y conocer a los artesanos.